# Marine beylicale tunisienne

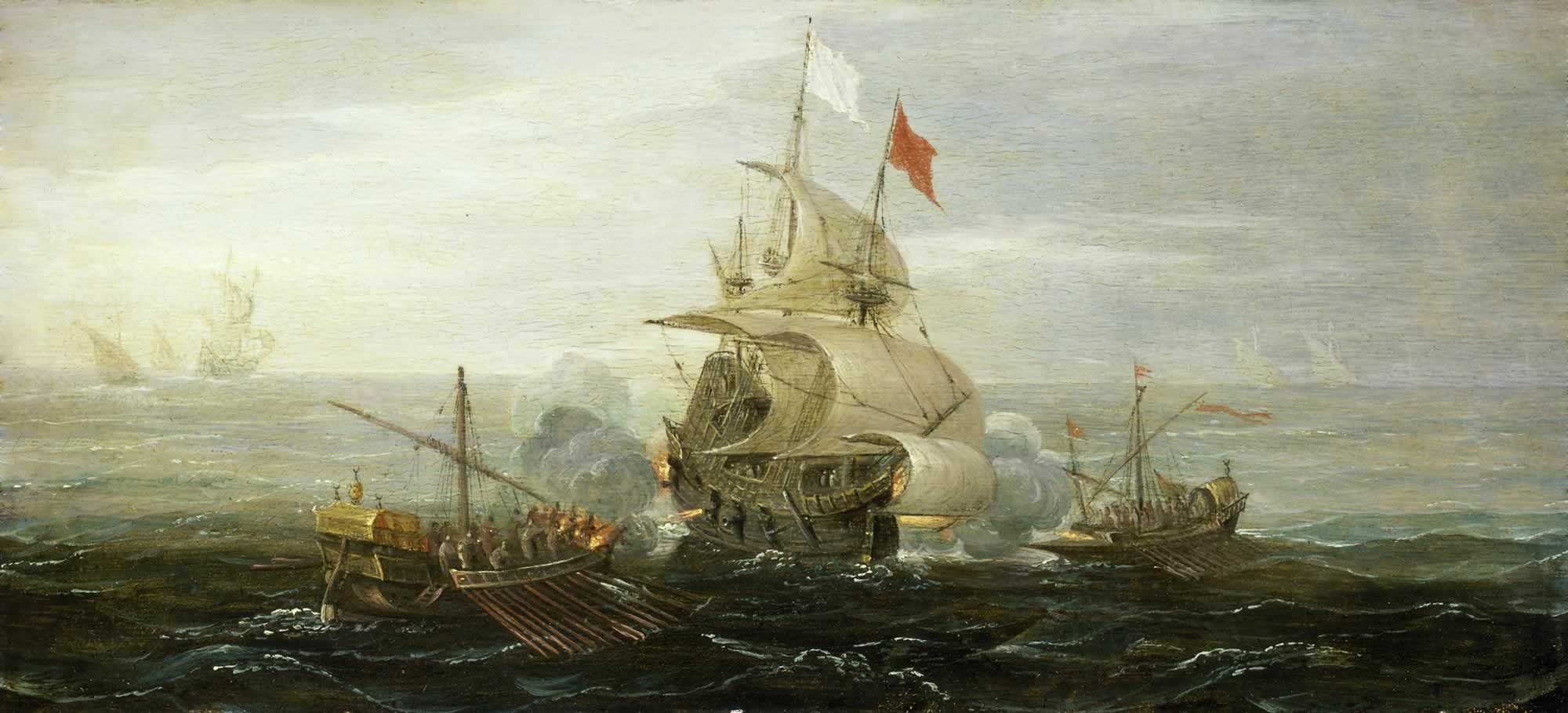
Navire français attaqué par des corsaires (XVIIe siècle).

La marine beylicale tunisienne est une marine corsaire maintenue jusqu'en 1815 par la régence de Tunis pour attaquer la navigation européenne et les villes côtières sur les rives nord de la Méditerranée, ainsi que se défendre contre les incursions des régences d'Alger ou de Tripoli. Après 1815, Tunis tente, avec un succès limité, de créer une marine moderne, qui combat dans la guerre d'indépendance grecque et la guerre de Crimée.

## Âge des corsaires

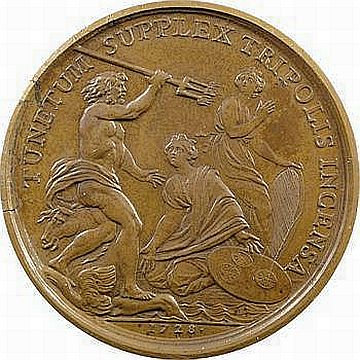
Médaillon de 1728 commémorant la victoire française sur Tunis et Tripoli.

L'activité corsaire est moins importante pour l'économie de Tunis que pour les autres États barbaresques mais, sous le règne de Youssef Dey au début du XVIIe siècle, elle prend de l'ampleur et la capture de navires étrangers devient une source essentielle de revenus pour le souverain. Chaque fois qu'un navire est capturé, il revient au bey comme butin, avec la moitié de son équipage, le reste étant partagé entre les corsaires eux-mêmes.
Pour être durable, l'activité corsaire nécessite un investissement important dans le transport maritime, du personnel qualifié et des ressources, or celles-ci ne sont disponibles que par intermittence à Tunis. La revente de captifs européens à leur pays d'origine et l'achat de coques de navires à des ports étrangers se poursuivent de manière continue mais, aux époques où la rentabilité de l'agriculture ou du commerce augmente, l'activité corsaire tend à décliner, comme par exemple durant les années 1660-1705 et 1760-1792. Comme Alger et Tripoli, Tunis a besoin d'importer la plupart des matériaux nécessaires pour construire et entretenir une flotte, y compris la corde, le goudron, les voiles et les ancres, ainsi que le bois nécessaire pour convertir les navires marchands capturés en navires de guerre.
Les beys envoient leurs flottes pour leur propre compte, mais tirent aussi des revenus de l'affrètement d'une partie de leur marine à des corsaires. La famille Ben Ayed affrète ainsi 36 % de la flotte corsaire tunisienne entre 1764 et 1815, payant une dîme (uchur) pour ce privilège, mais les bénéfices qu'elle en tire ne sont pas significatifs.

## Construction et organisation navale

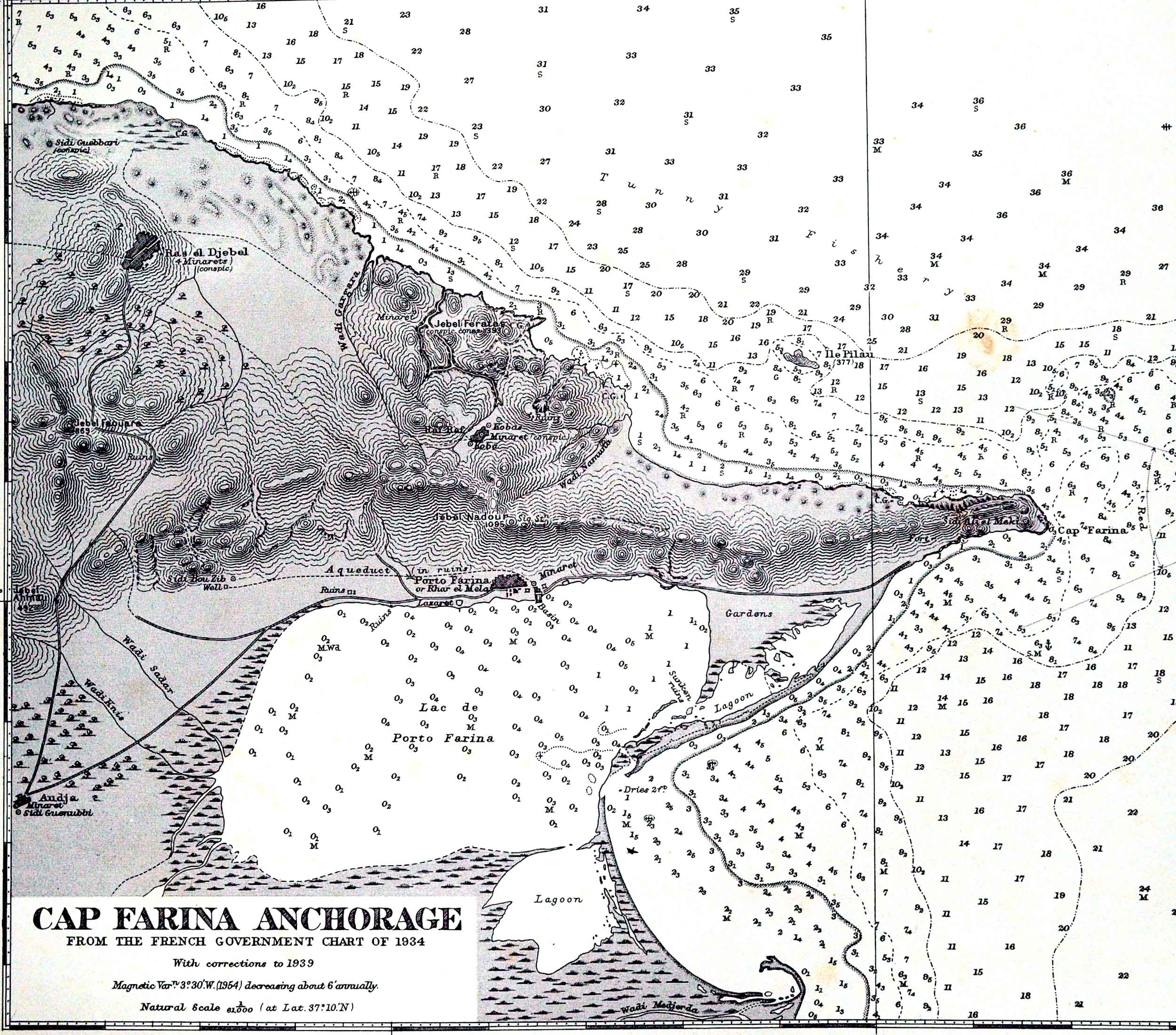
Carte marine montrant Porto Farina.

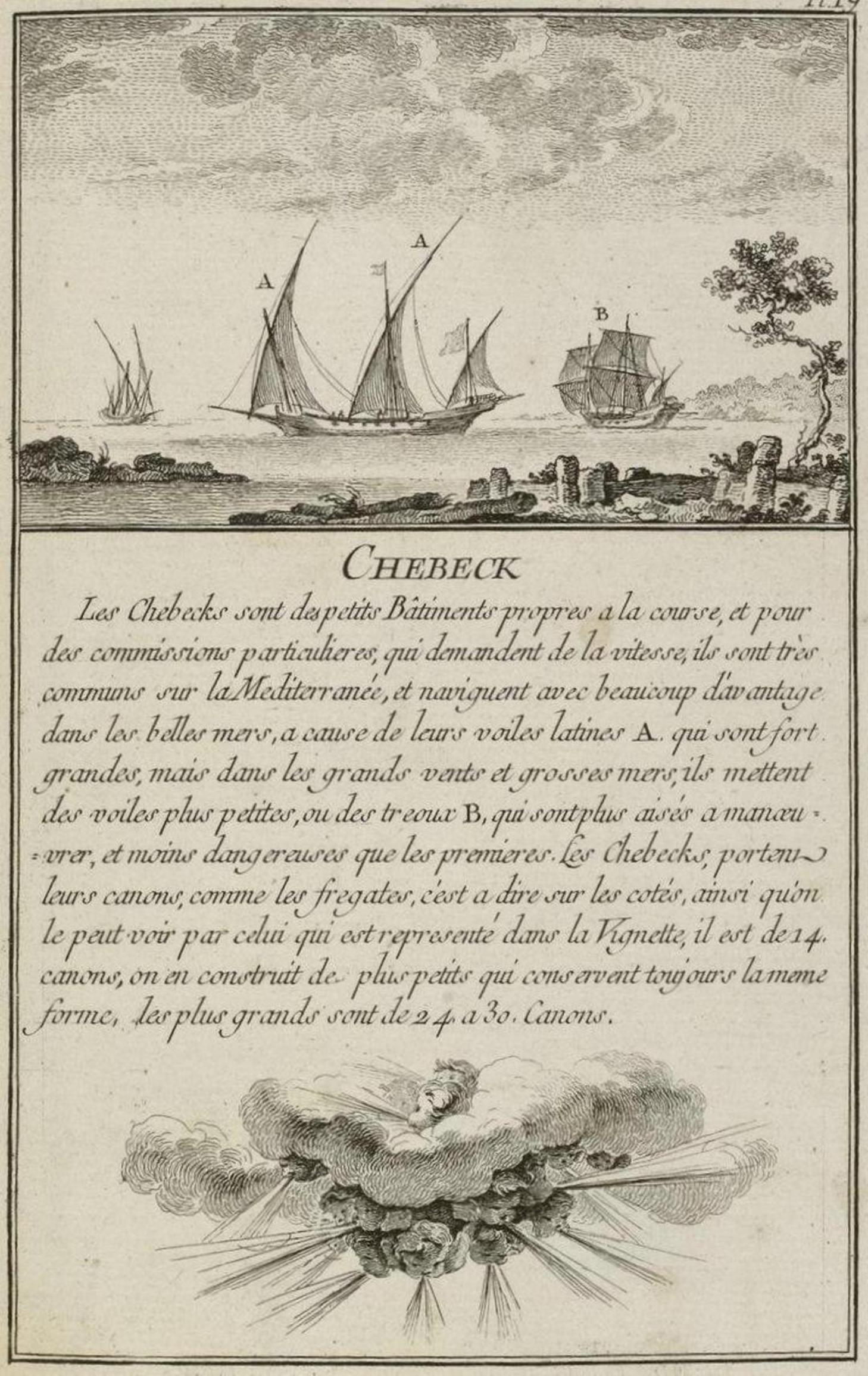
Description d'un chebec vers 1764.

La flotte corsaire tunisienne se compose principalement de chebecs et de galiotes, dont beaucoup sont des navires marchands convertis,. Au XVIIIe siècle, les puissances européennes abandonnent la galère et commencent à construire de plus grands navires de ligne. Alors qu'un chebec peut transporter jusqu'à 24 canons, les cuirassés européens transportent généralement 74 canons après 1750,. Il devient ainsi de plus en plus difficile pour Tunis de construire, équiper ou entretenir une force navale qui puisse rester efficace face aux autres marines modernes en Méditerranée. Au XVIIe siècle, Tunis et les autres États barbaresques dépendent des artisans européens chrétiens pour construire leurs navires et leurs installations navales ; c'est moins le cas au XVIIIe siècle, mais la marine tunisienne dépend toujours des produits finis importés. Alors que Tunis cherche à suivre le rythme des flottes européennes, elle s'appuie moins sur la course et développe l'infrastructure d'une marine d'État.
Le principal port de la marine corsaire est Porto Farina (Ghar El Melh), à soixante kilomètres au nord de Tunis. Il offre un abri du vent du nord-est, sous le cap Farina. Il s'envase lentement à la suite de l'écoulement de la Medjerda et devient finalement inutilisable pour les plus gros navires. Quelques galères sont entretenues à Bizerte et il y a aussi des installations navales à La Goulette. Un arsenal naval est construit à Porto Farina en 1707 mais, en 1769, le site semble avoir été abandonné et l'installation a été déplacée à La Goulette. Si les Vénitiens bombardent Porto Farina en 1784, après cela aucune marine étrangère n'y prête attention.
Hammouda Pacha cherche à accroître l'autonomie navale de Tunis en construisant des chantiers navals modernes à Porto Farina et La Goulette ainsi qu'une fonderie de canons à Tunis, qui emploie des esclaves chrétiens et utilise des matériaux importés d'Espagne. Le port de La Goulette est exposé aux attaques ennemies alors, en 1818, craignant que Lord Exmouth ne détruise toute sa marine comme il l'avait fait pour la flotte algérienne, Mahmoud Bey fait draguer l'entrée de Porto Farina pour y ramener ses navires, qui peuvent s'abriter dans la lagune. Cependant, après la destruction de la flotte tunisienne lors de la tempête de 1821, Porto Farina est à nouveau abandonnée.
L'un des aspects remarquables de l'organisation de la marine tunisienne est que, pendant de nombreuses décennies, elle est confiée à un seul homme, Mohamed Khodja. Il est nommé initialement par Ali II Bey vers 1780 comme commandant du fort maritime de Bizerte. Le commandant des navires eux-mêmes est d'abord l'amiral Mustapha Raïs et, après 1825, Mohamed Sghaïer ; Hammouda Pacha nomme bientôt Khodja au poste de directeur des arsenaux navals (amin el-tarsikhana). Après 1818, ce dernier a pour tâche de réformer la marine tunisienne et de reconvertir les corsaires et leurs navires. Il reste en poste même après la bataille de Navarin et sert jusqu'à sa mort en 1846 dans un rôle qui ressemble à celui d'un ministre de la Marine moderne. L'un de ses fils Ahmed, décédé avant lui, est commandant de Porto Farina tandis qu'un autre, Mahmoud, lui succède dans son rôle d'amin el-tarsikhaneh.

## Traités et conflits (1705-1805)
Lorsque la dynastie husseinite prend le pouvoir à Tunis en 1705, la piraterie et la course font depuis longtemps partie de l'économie du pays. Au fil du temps, divers pays ont signé des traités avec Tunis, acceptant de faire des cadeaux et des paiements en échange d'une sécurité contre les attaques et l'asservissement,. Par exemple, le traité de 1797 avec les États-Unis assure un paiement à Tunis de 107 000 dollars en échange de l'absence d'attaque de la navigation américaine,. Une offre de la Suède en 1814 d'une valeur de 75 000 piastres au bey, avec des paiements réguliers tous les trois ans pour assurer la sécurité de sa navigation, est jugée inadéquate et n'est pas acceptée. En 1815, les Pays-Bas offrent au bey un demi-million de francs de cadeaux pour assurer la libre circulation de ses navires.
Ayant obtenu ces subventions sous la menace de la piraterie, Tunis et les autres États barbaresques n'ont pas toujours respecté leurs obligations et ont parfois encore saisi des navires de pays avec lesquels ils avaient conclu des traités. En 1728, les Français, exaspérés, décident qu'une démonstration de force s'impose. Le 19 juillet 1728, une force navale sous la direction d'Étienne Nicolas de Grandpré et composée de deux vaisseaux de ligne, trois frégates, une flûte, trois galiotes bombardières et deux galères, quitte Toulon,. Lorsque cette flotte apparaît au large de La Goulette, la marine tunisienne ne s'y oppose pas et le bey accepte rapidement les conditions de la France (Tripoli qui les refuse est bombardée pendant six jours).
À la fin du XVIIIe siècle, la flotte tunisienne n'est plus en mesure de constituer une menace pour les grandes puissances navales européennes. Lorsqu'un différend sur la navigation corse et les droits de pêche au corail à Tabarka conduit au déclenchement de la guerre avec la France en juin 1770, la flotte tunisienne ne tente pas d'engager la marine française, qui peut bombarder Porto Farina, Bizerte et Sousse avec impunité. En 1784, une dispute avec la république de Venise déclenche la guerre ; le 1er septembre, une flotte vénitienne de trois navires de ligne, une frégate, deux chebecs et une galiote fait son apparition au large de Tunis. Soutenue par deux frégates britanniques, cette force navigue vers Porto Farina, la bombardant à plusieurs reprises entre le 9 et le 18 septembre. Au retour, les Vénitiens bombardent ensuite La Goulette du 30 octobre au 19 novembre. Ils reviennent en 1786, bombardant Sfax à plusieurs reprises du 18 mars au 8 mai, Bizerte en juillet et Sousse en septembre. En aucun cas, une flotte tunisienne ne prend la mer ou n'offre de résistance, le territoire s'appuyant entièrement sur des batteries côtières pour sa défense.
Si le bombardement vénitien montre que Tunis n'est plus une force navale majeure, elle peut toujours constituer une menace pour ses voisins. Ainsi, en 1799, une flotte de douze corsaires sous le commandement de Mohammed Rais Roumali attaque l'île San Pietro au large de la Sardaigne, emportant toute sa population en esclavage,.

## Guerres barbaresques et guerre avec Alger (1805-1815)
En 1804, la puissance navale tunisienne se compose d'une frégate de 36 canons avec une autre en construction, 32 chebecs avec entre six et 36 canons, trente galères armées et dix canonnières. Cette année-là, Tunis tente sans succès d'obtenir la livraison depuis les États-Unis d'une autre frégate comme prix du maintien de la paix. Les hostilités menacent pendant la première guerre barbaresque, lorsque l'USS Constitution s'empare d'un corsaire tunisien (et de ses prises) qui tente de forcer le blocus américain de Tripoli. Lorsque l'USS Vixen apparaît au large de Tunis en juillet 1805, une canonnière tunisienne ouvre le feu sur elle et la poursuit. Le Vixen continue son chemin vers le port, et ni lui ni Stephen Decatur à bord de l'USS Congress, ne riposte. Pendant la seconde guerre barbaresque, les États-Unis exigent une compensation pour deux navires américains qui ont été saisis par les Britanniques lors de la guerre de 1812 et détenus à Tunis comme butin. Pour assurer la paix, Tunis accepte de payer une compensation, renversant trente ans de pratique établie selon laquelle les États-Unis maintenaient la paix en payant les États barbaresques.
La régence de Tunis mène un conflit prolongé avec la régence d'Alger pendant de nombreuses années, mais presque entièrement sur terre. Cependant, en mai 1811, une flotte algérienne pénètre dans les eaux tunisiennes et engage une force tunisienne au large de Sousse. L'escadre algérienne est composée de six grands navires et de quatre canonnières sous le commandement de Raïs Hamidou, la tunisienne de douze navires de guerre sous la conduite de Mohammed al-Mourali. Les combats se limitent aux deux vaisseaux amiraux mais, après six heures de combat, Mourali est contraint de se rendre. Le reste de la flotte tunisienne se réfugie à Monastir pendant que les Algériens rentrent chez eux avec leur prise. Premier engagement naval sérieux que les deux régences aient jamais eu, il coûte la vie à 230 Tunisiens et 41 Algériens. En 1812, les Algériens reviennent et bloquent La Goulette avec 19 navires du 24 juillet au 10 août. Les deux camps prennent soin d'éviter l'escalade, de sorte qu'aucun n'ouvre le feu sur l'autre.
En août 1815, la flotte tunisienne se prépare à faire face à une autre incursion des Algériens mais, lorsqu'aucune menace n'apparaît, Mahmoud Bey envoie huit navires corsaires sous le commandement de Moustafa Reis pour piller les côtes italiennes, dans l'espoir d'amasser à la fois des esclaves et des trésors. Après plusieurs raids infructueux pendant six semaines, la flotte attaque Sant'Antioco en Sardaigne, s'emparant de 158 esclaves avant de revenir à La Goulette en octobre avec son butin,. C'est le dernier raid majeur entrepris par la flotte tunisienne, et il contribue à mettre un terme à ses activités historiques.

## Fin de l'âge corsaire (1815-1821)
Après la défaite finale de Napoléon en Europe en 1815, les puissances se réunissent au congrès de Vienne pour convenir d'un nouvel ordre politique. L'une des questions qu'ils examinent est la traite des esclaves et les déprédations continues des corsaires barbaresques. La Sardaigne en particulier exhorte les pouvoirs à prendre des mesures décisives pour libérer les captifs de Sant'Antioco et des raids précédents, et pour empêcher toute autre attaque à l'avenir. Pour résoudre ces problèmes, le Royaume-Uni envoie une flotte dans les États barbaresques, sous la conduite de Lord Exmouth qui a le pouvoir de négocier la fin de ces pratiques de la part d'un certain nombre de puissances européennes, dont le Royaume-Uni, Hanovre, la Sardaigne et Naples,.
La flotte d'Exmouth composée de 18 navires de guerre, apparaît au large de La Goulette le 10 avril 1816. La flotte tunisienne ne fait aucune tentative pour lui résister. Mahmoud Bey accepte les conditions d'Exmouth et un traité est signé avec les puissances européennes le 17 avril 1816,. À la suite de l'expédition d'Exmouth, 781 esclaves et prisonniers sont rachetés à Tunis (ainsi que 580 à Tripoli et 1514 à Alger).
En 1820, la marine tunisienne dispose de trois frégates de 48 canons, et cette force importante est déployée pour attaquer Alger, qui a violé son accord de paix en attaquant la navigation tunisienne. La marine tunisienne part faire une démonstration de force au large d'Alger fin octobre, et manœuvre entre Alger et les Baléares, mais s'installe à Livourne pour être à l'abri de toute contre-attaque. Vers la fin décembre, elle revient à La Goulette, après avoir épuisé ses approvisionnements.
Elle reste à La Goulette lorsqu'une énorme tempête éclate du 7 au 9 février 1821, entraînant 21 navires au fond du golfe de Tunis et en endommageant de nombreux autres. Parmi les navires perdus figurent les trois frégates du bey, ainsi que trois corvettes, un brick, une goélette et un chebec. Cette perte a de graves conséquences pour Tunis, la laissant incapable de poursuivre la guerre avec Alger et détruisant la supériorité navale dont elle jouissait alors sur son voisin. Tunis accepte donc l'offre de médiation de la Sublime Porte et signe un accord de paix avec Alger en mars. Tunis est dès lors incapable de fournir une assistance navale immédiate aux Ottomans dans la guerre d'indépendance grecque,,.

## Bataille de Navarin (1821-1837)

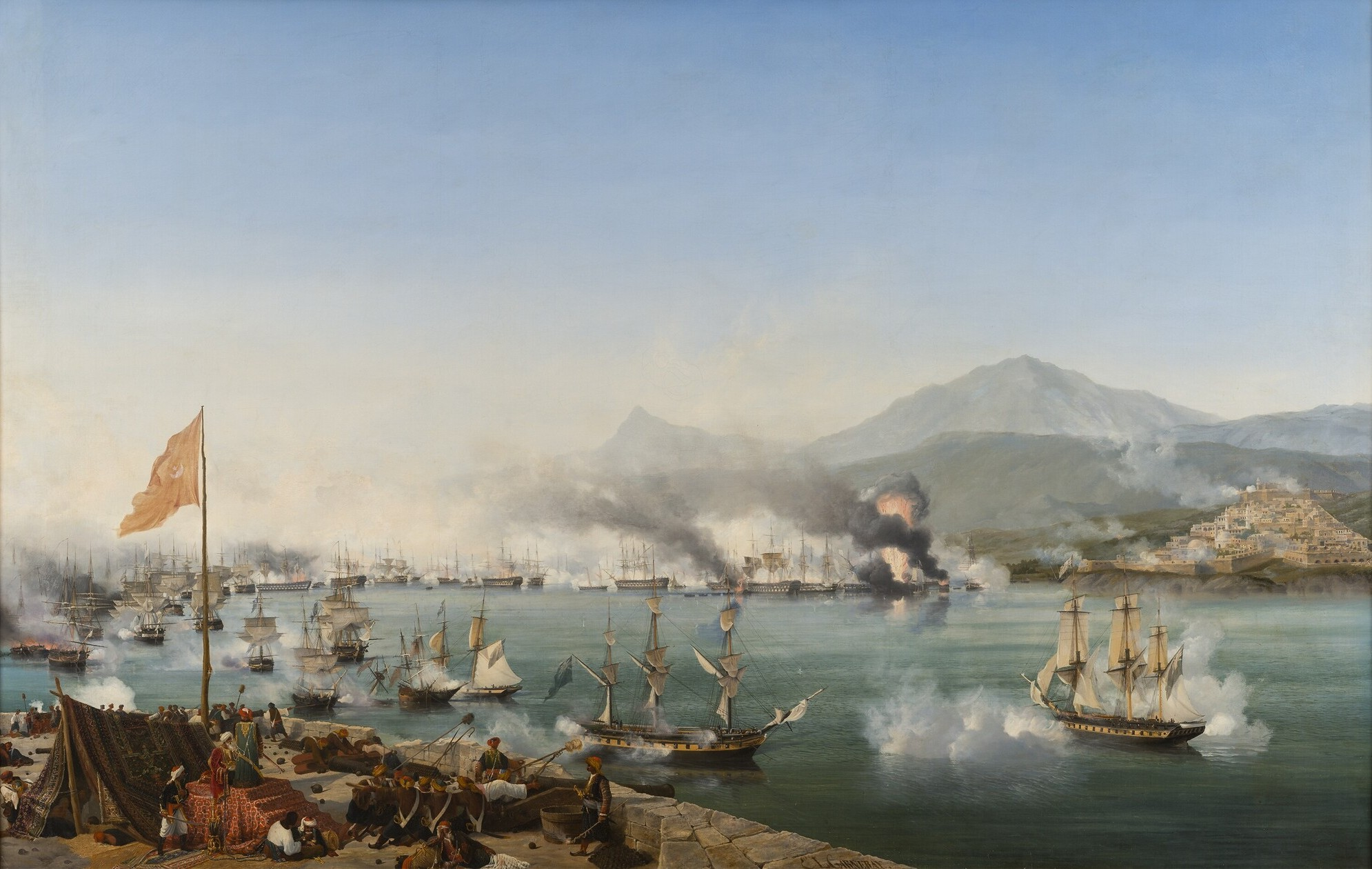
Flotte ottomane à Navarin, qui comprenait une escadre tunisienne.

En plus de détruire des navires, la tempête de 1821 emporte également tous leurs équipages, environ 2 000 marins ayant les compétences et l'expérience nécessaires pour les faire naviguer. Pour maintenir une marine de premier ordre, Tunis ne peut pas compter sur des navires construits localement et doit acheter des navires aux principaux chantiers navals européens. En mars 1821, Mahmoud Bey envoie Mourali et d'autres agents à Marseille, Trieste et Venise pour voir si des navires de guerre peuvent y être achetés, ainsi qu'à Istanbul pour recruter de nouveaux équipages expérimentés,.
Pour remplacer les navires perdus, deux frégates, l'Hassaniya et la Mansoura, deux corvettes et un brick sont commandés aux chantiers navals de Marseille tandis que trois navires sont achetés à La Goulette. Dès leur livraison, les frégates sont envoyées pour soutenir les Ottomans en Grèce.
En mars 1827, le sultan Mahmoud II demande un soutien naval tunisien supplémentaire. Hussein II Bey répond en envoyant une flottille en Morée composée de deux frégates, deux corvettes et deux bricks (un autre récit annonce deux frégates et un brick,). En octobre 1827, les navires tunisiens sont surpris avec le reste de la marine ottomane et complètement détruits à la bataille de Navarin, contraignant Tunis à reconstruire sa marine à partir de rien pour la deuxième fois en six ans. En mai 1828, deux nouveaux brigantins sont construits à La Goulette ; ceux-ci restent les seuls navires de guerre efficaces à Tunis jusqu'en 1830. Lorsque le gouvernement ottoman fait une nouvelle demande de navires de guerre en 1829, le bey refuse de les envoyer. Ces navires ne suffisent pas à empêcher les royaumes de Sardaigne et des Deux-Siciles de bloquer Tunis en 1833, obligeant le bey à signer un traité commercial favorable. Comme auparavant, Tunis ne veut pas risquer de perdre ses navires de guerre en livrant bataille.

Drapeau de la Tunisie.

La défaite de Navarin incite Hussein II Bey à décider que ses navires de guerre doivent naviguer sous un drapeau spécifique afin de se distinguer des autres escadrons de la flotte ottomane. C'est l'origine du drapeau qui devient plus tard le drapeau national de la Tunisie et qui est officiellement adopté en 1831,.
Les forces tunisiennes ne jouent aucun rôle dans le conflit entre la France et la régence d'Alger entre 1827 et 1830. En effet les pertes de Navarin ne sont entièrement remplacées qu'en 1834, quand une frégate de 44 canons et deux corvettes sont mises en service à Marseille. La commande concerne des navires à fond plat qui peuvent entrer en toute sécurité dans le port de La Goulette qui s'ensable. La première des nouvelles frégates est lancée le 3 novembre et baptisée Husayniyya. À cette époque, la conquête de l'Algérie par la France incite les Ottomans à réoccuper Tripoli et à envisager également d'envahir Tunis.

## Ahmed IerBey et la Crimée (1837-1855)
Un rapport consulaire français de 1839 répertorie la marine tunisienne :
- une frégate de 44 canons (désarmée) ;
- deux corvettes de 24 canons ;
- deux corvettes de 22 canons (désarmées) ;
- une corvette de 20 canons (désarmée) ;
- un brick de 16 canons (désarmé) ;
- une goélette de 10 canons (en cale sèche) ;
- deux grandes canonnières (désarmées) ;
- douze canonnières plus petites à un seul canon (désarmées) ;
- deux petits coupeurs à un seul pistolet (désarmés).

En 1840, toutes les grandes marines du monde ont construit ou construisent de grands navires de guerre à vapeur. Le premier bateau à vapeur de Tunisie est acheté en 1841 mais coule en moins d'un an. Le Dante, un bateau à vapeur de 160 tonnes, est présenté par le gouvernement français à Ahmed Ier Bey en 1846 après sa venue en France lors d'une visite d'État. Toutefois, le Dante s'échoue dans une tempête au large de La Marsa et doit être désarmé. Environ un an plus tard, la France le remplace par un deuxième navire, le Minos, en 1848. Il reste stationné en Tunisie sous la direction d'un capitaine français jusqu'à la mort d'Ahmed Ier Bey ; son successeur Mohammed Bey demande son retrait par mesure d'économie,.
Entre-temps, Tunis construit et achète d'autres navires pour renforcer sa capacité navale. Les travaux de construction d'une nouvelle frégate, l'Ahmadiya, commence à La Goulette en 1841. Le chenal reliant le bassin à la mer n'est pas assez large pour accueillir un navire de cette taille, mais le bey est convaincu qu'il pourrait être modifié une fois le navire de guerre construit. Le navire est lancé le 2 janvier 1853 mais reste bloqué dans le bassin pendant des années car incapable de naviguer puisque l'élargissement n'a pas été entrepris. Finalement, il est brisé sans avoir jamais atteint la mer,.
Ahmed Ier Bey achète également des bateaux tels que l'aviso Essed et la frégate Sadikia ainsi que d'autres navires modernes, le Béchir et le Mansour. Le plan du bey est que cette flotte soit basée à Porto Farina, où de nouvelles installations portuaires avaient été construites. Cependant, l'envasement du port de Porto Farina par la Medjerda empêche ce projet de se concrétiser.
Après la mort de Mohamed Khodja en 1846, Ahmed Ier Bey nomme son fils Mahmoud pour lui succéder au poste de ministre de la Marine. En 1853, il fait venir des ingénieurs de France et d'Italie pour reconstruire l'arsenal de La Goulette ainsi que divers forts côtiers. La même année, le gouvernement ottoman exprime sa surprise que le bey de Tunis, en tant que sujet loyal, n'a pas offert son aide contre la Russie en cas de guerre. Le bey répond qu'il est prêt à aider, peut-être parce qu'une démonstration de loyauté envers les Ottomans saperait la politique française consistant à traiter Tunis comme indépendante lorsqu'elle faisait pression sur ses propres revendications. Mahmoud Khodja est chargé d'affréter plus de soixante navires pour transporter les 14 000 soldats tunisiens envoyés pour soutenir l'Empire ottoman. Ils servent surtout dans la garnison de Batum où leur nombre est réduit par les épidémies.

## Kheireddine Pacha et l'invasion française (1857-1881)
En 1857, Mohammed Bey réorganise son gouvernement selon des lignes ministérielles modernes et, à la suite de la mort de Mahmoud Khodja, nomme Kheireddine Pacha ministre de la Marine, poste qu'il occupe jusqu'en 1862. Le ministère figure dans le tout premier budget national tunisien, pour l'année 1860-1861. Le montant alloué, 754 000 piastres, n'est que la moitié de ce que Kheireddine a considéré comme nécessaire pour nourrir et approvisionner la marine. À l'époque où il est ministre, la marine tunisienne se compose de deux frégates, de cinq vieux bateaux à vapeur et de dix voiliers de différentes tailles. Ils sont tous en mauvais état et, en octobre 1862, une seule frégate est capable de quitter le port. Elle est inutile en tant que force militaire et sa principale activité consiste à transporter du bétail pour approvisionner les troupes du sud en viande. En mars 1862, la flotte est en si mauvais état que le gouvernement doit affréter des navires étrangers pour cette tâche. Le but principal de Kheireddine est de moderniser et d'aménager le port de La Goulette afin qu'il puisse servir de port d'hiver sûr pour la flotte. Ne pouvant plus accueillir de navires de quelque taille que ce soit, la marine est obligée de s'abriter au large de Sfax.
Après le départ de Kheireddine Pacha, Tunis connaît des ministres de la Marine qui ne servent que de brefs mandats : Ismaïl Kahia (1862-1863), le général Rachid (1862-1865), Mohammed Khaznadar (1865-1872), Mustapha Ben Ismaïl (1873-1876) et enfin, à la veille de la conquête de la Tunisie par la France, Ahmed Zarrouk (1876-1881). En 1877, lors du déclenchement de la guerre russo-turque, le gouvernement ottoman demande à nouveau l'aide de la Tunisie, mais celle-ci n'a pas les moyens financiers de le soutenir.
Lors de la conquête de la Tunisie en 1881, la marine tunisienne n'offre aucune résistance.